# Saint-Bonnet-lès-Allier
Saint-Bonnet-lès-Allier è un comune francese di 429 abitanti situato nel dipartimento del Puy-de-Dôme nella regione dell'Alvernia-Rodano-Alpi.

## Società

### Evoluzione demografica
Abitanti censiti